# Río Lajas (Dorado)
Río Lajas es un barrio ubicado en el municipio de Dorado en el estado libre asociado de Puerto Rico. En el Censo de 2010 tenía una población de 2559 habitantes y una densidad poblacional de 634,98 personas por km².

## Geografía
Río Lajas se encuentra ubicado en las coordenadas 18°23′53″N 66°15′58″O / 18.39806, -66.26611. Según la Oficina del Censo de los Estados Unidos, Río Lajas tiene una superficie total de 4.03 km², de la cual 4.01 km² corresponden a tierra firme y (0.51%) 0.02 km² es agua.

## Demografía
Según el censo de 2010, había 2559 personas residiendo en Río Lajas. La densidad de población era de 634,98 hab./km². De los 2559 habitantes, Río Lajas estaba compuesto por el 66.82% blancos, el 14.34% eran afroamericanos, el 0.86% eran amerindios, el 0.16% eran asiáticos, el 14.15% eran de otras razas y el 3.67% pertenecían a dos o más razas. Del total de la población el 99.41% eran hispanos o latinos de cualquier raza.